# (300077) 2006 UC214
(300077) 2006 UC214 es un asteroide perteneciente al cinturón de asteroides, descubierto el 23 de octubre de 2006 por el equipo del Spacewatch desde el Observatorio Nacional de Kitt Peak, Arizona, Estados Unidos.

## Designación y nombre
Designado provisionalmente como 2006 UC214.

## Características orbitales
2006 UC214 está situado a una distancia media del Sol de 3,114 ua, pudiendo alejarse hasta 3,298 ua y acercarse hasta 2,931 ua. Su excentricidad es 0,058 y la inclinación orbital 10,94 grados. Emplea 2007,70 días en completar una órbita alrededor del Sol.

## Características físicas
La magnitud absoluta de 2006 UC214 es 16,1. Tiene 5,695 km de diámetro y su albedo se estima en 0,018.